# Kleine wolfsklauw
De kleine wolfsklauw (Diphasiastrum tristachyum, basioniem: Lycopodium tristachyum) behoort tot de wolfsklauwfamilie (Lycopodiaceae). De plant staat op de Nederlandse rode lijst als ernstig bedreigd.
De kleine wolfsklauw heeft dichotome vertakking. Hij plant zich voort door middel van sporen. De plant heeft donkergroene, schubvormige bladeren (microfyllen), die kruiswijs tegenoverstaand langs de stengel staan. De sporangia zitten op de bladeren aan de weinig bebladerde aarstelen die tot 20 cm groot worden.
Kleine wolfsklauw staat op redelijk open en zonnige, voedselarme, kalk- en stikstofarme, zure en lemige zandgrond. De plant groeit vooral op hellingen in heiden, borstelgraslanden en in ijle bossen, voornamelijk in vastgelegde zandverstuivingen. Nederland ligt aan de noordwest grens van een van de delen van het Europese verspreidingsgebied. De soort is zeer zeldzaam in Drenthe (inmiddels verdwenen), Twente, op de Veluwe en in de Achterhoek en verder nog op één plaats in het Waddengebied (Schiermonnikoog). Ook deze soort is sterk achteruit gegaan door biotoopvernietiging en door de neerslag van luchtverontreiniging waardoor de symbiose tussen prothallia en mycorrhiza verstoord is. Vroeger werd ze medisch gebruikt bij onder andere urinewegontstekingen, tegen oogziekten, kramp en huidziekten en bij wondverzorging. Wolfsklauwen werden buitenhuis opgehangen om hekserij en andere kwade machten te weren. De gele, sterk brandbare en waterafstotende sporen werden gebruikt om de kwaliteit van wijn te verbeteren en als vuurwerk.